# Tampa Stadium
Het Tampa Stadium was een American football- en voetbalstadion in Tampa (Florida). Het stadion opende zijn deuren in 1967. Het was van 1976 tot 1997 de thuishaven van de Tampa Bay Buccaneers. Het stadion was eveneens de thuisbasis van de voetbalclubs Tampa Bay Rowdies (1975-1984) en Tampa Bay Mutiny (1996-1998). In 1999 werd het stadion afgebroken nadat het in 1998 gesloten werd. De Buccaneers gingen vanaf 1998 in het Raymond James Stadium spelen.

## Super Bowl
Twee keer werd de Super Bowl, de grote finale van de National Football League, gespeeld in het Tampa Stadium.
| Editie           | Datum           | Winnend team        | Score | Verliezend team     | Toeschouwers |
| ---------------- | --------------- | ------------------- | ----- | ------------------- | ------------ |
| Super Bowl XVIII | 22 januari 1984 | Los Angeles Raiders | 38–9  | Washington Redskins | 72.920       |
| Super Bowl XXV   | 27 januari 1991 | New York Giants     | 20–19 | Buffalo Bills       | 73.813       |